# アントニオ・ヴァリスネリ

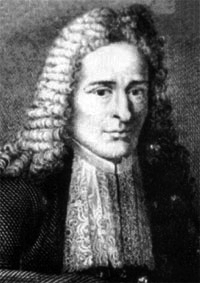
アントニオ・ヴァリスネリ

アントニオ・ヴァリスネリ（Antonio Vallisneri、1661年5月3日 - 1730年1月18日）は、17世紀生まれのイタリアの医師、博物学者である。顕微鏡解剖学のパイオニア、マルチェロ・マルピーギの弟子で、観察と実験に主眼をおいた科学者の一人である。

## 生涯
ガッリカーノに生まれた。ローマのカトリックの学寮で学んだ後、ボローニャ大学でマルピーギのもとで学んだ。1684年にモデナ・レッジョ・エミリア大学から医師の学位を得た。1706年、パドヴァ大学に招かれ、実験医学の教授となり終生その職を務めた。
昆虫の発生に関して観察的研究を行ったマルピーギの後をついで1696年から1700年に発生の観察と実験を行い『多くの昆虫の奇妙な起源』 （Dialoghi sopra la curiosa origine di molti insetti）、『人体に発生する虫の発生の考察』（Considerazioni ed esperienze intorno alla generazione de' vermi ordinari del corpo umano e nel） などの論文を発表した。医学者としても、観察と実験的方法を尊び、病気が顕微鏡的な寄生体による「生きた感染毒」が原因であるとする説を支持した。ガリレオ・ガリレイと同じく、著書をラテン語でなくイタリア語で書いた先駆者である。医学的な見解は論争の中心となったが、1705年にロンドン王立協会の会員に選ばれ、モデナ公リナルド・デステから世襲貴族に任じられた。自然発生説の歴史に関するヘンリー・ハリスの著書は「ヴァリスネリの名声は実験の独創性と同じ程度の論争の上手さによっていた」と評している。著書の内容が革新的であるにもかかわらず、異端審議所に教義になんら反することはないという判断をうけたと記した。
セキショウモ属（Vallisneria）にヴァリスネリの名前がつけられている。